# Manawydan fab Llŷr
Manawydan fab Llŷr [mana'wɘdan vaːb ɬiːr] („Manawydan, der Sohn Llŷrs“) ist der Titel des Dritten Zweiges des Mabinogi in der walisischen Mythologie. Die Erzählung ist sowohl im Llyfr Gwyn Rhydderch („Das Weiße Buch von Rhydderch“) als auch im Llyfr Coch Hergest („Das Rote Buch von Hergest“) enthalten.

## Inhalt
Diese Erzählung schließt unmittelbar an das Geschehen in Branwen ferch Llŷr („Branwen, die Tochter Llŷrs“) an.
Manawydan, der Sohn Llŷrs und Bruder Brâns heiratet nach der Rückkehr aus Irland Rhiannon, die Witwe des Fürsten Pwyll (siehe Pwyll Pendefig Dyfed, „Pwyll, Fürst von Dyfed“) und Mutter seines Kampfgenossen Pryderi. 
„Mein Erbe sind die sieben Cantrefi Dyfeds“, sprach Pryderi, „und dort ist meine Mutter Rhiannons. Ich will sie Dir zur Frau geben, und mit ihr zusammen die Herrschaft über die sieben Cantrefi.“
Als eines Tages aus Dyfed durch Magie alle Menschen und Haustiere verschwinden, nur Manawydan, Rhiannon, Pryderi und dessen Gattin Cigfa übrigbleiben, müssen auch diese nach einiger Zeit das Land verlassen. In England versuchen die Männer, als Sattler, Schildermacher und Schuster durchzukommen, werden jedoch von den ansässigen Handwerkern angefeindet und vertrieben. Deshalb kehren sie nach Dyfed zurück, wo nun auch Rhiannon und Pryderi durch die geheimnisvollen Kräfte eines Kessels gefangen werden und zusammen mit einer ganzen Burg verschwinden. Manawydan versucht, eine Ernte einzubringen, aber die ausgesäten Weizenkörner werden von Mäusen aus der Anderswelt gefressen. Schließlich gelingt es Manawydan, den Urheber der Hexerei zu entlarven, es ist Llwyd ap Cil Coed, ein Freund von Pwylls Konkurrent Gwawl, dem verschmähten und geprellten Bewerber, der um Rhiannons Hand anhielt. Die Gefährten werden befreit und der Zauber wird durch Gegenzauber aufgehoben.
Nach Birkhan leitet sich der Name Manawydan von Manaw, dem kymrischen Namen der Isle of Man, ab (siehe auch Manannan).